# Dungal
Dungal est le nom de plusieurs ecclésiastiques irlandais du haut Moyen Âge (évêques et moines), dont au moins un ou deux contemporains et collaborateurs des empereurs Charlemagne et Louis le Pieux.

## Identification
Le nom de Dungal apparaît dans les contextes suivants, sans qu'on soit assuré qu'on ait affaire à une ou plusieurs personnes :
- Dans une lettre adressée à des moines irlandais (n° 280, éd. Dümmler, MGH), Alcuin († 804) mentionne un évêque Dungal (« Audiens per fratrem venerabilem, vestræ eruditionis doctorem, Dungal episcopum, religiosam Deoque placentem regularis vitæ vobiscum conversationem vigere, valde me gavisum fateor [...] »). À priori, il n'est pas possible d'identifier cet évêque aux Dungal qui suivent.
- Il y a une fameuse lettre adressée à Charlemagne par un Dungal, savant moine de l'abbaye de Saint-Denis (« Dungalus reclusus S. Dionysii Parisiensis Carolo I. imperatori »). L'empereur lui a fait demander, par l'intermédiaire de son abbé Waldo, une réponse écrite aux questions qu'il se pose sur deux éclipses de soleil qui se seraient produites l'année précédente 810 (« anno præterito ab Incarnatione Domini DCCCX », chose d'ailleurs impossible dans une même région) ; le docte moine répond par un exposé tout entier inspiré du commentaire au Songe de Scipion de Macrobe. Cette lettre a été publiée par Luc d'Achery dans son Spicilegium (vol. X, Paris, 1671, p. 143 sqq.) à partir d'un manuscrit de l'abbaye Saint-Remi de Reims aujourd'hui perdu (texte qu'avait recopié et que lui avait donné son collègue Jean Mabillon). Elle se retrouve (sous une forme moins correcte) dans un autre manuscrit contenant des extraits de Macrobe qui appartint jadis à la bibliothèque du collège de Clermont (auj. Ms. Berlin Meermann 636).
- On conserve (Cod. Bruxellensis 9587) une lettre de Charlemagne à un certain Dungal par laquelle il lui demande une critique du traité de l'abbé Frédegis De substantia tenebrarum et nihili (donc à dater entre 804 et 814). À priori c'est le même Dungal que le précédent.
- Il existe dans le Cod. Harleianus 208 de la British Library (qui contient surtout des lettres d'Alcuin) sept lettres dont l'auteur s'appelle Dungal, et dont trois sont adressées à un évêque et à deux abbés pour solliciter une aide financière ; dans l'une d'elles, nous apprenons que Dungal doit se rendre au palais royal pour rendre compte de son « service », mais que son fidèle cheval est boiteux ; une de ces lettres est un compliment envoyé à Théodrade, la fille de Charlemagne (future abbesse d'Argenteuil), pour son entrée en religion. On peut penser aussi qu'il s'agit du même Dungal.
- Dans le Cod. Paris. lat. 7520, il existe un petit poème de huit vers écrit par « Dungalus magister » en l'honneur d'« Ecclesiæ Hilduinus cultor, egregius abbas ». Hilduin a été abbé de Saint-Denis de 815 environ jusqu'en 840.
- Dans le Cod. Petropolitanus Otd. II, 5 (qui vient de l'abbaye Saint-Remi de Reims), on repère un poème en l'honneur d'Hildoar (évêque de Cambrai de 790 à 816) avec l'acrostiche D-U-N-G-A-L-U-S.
- Dans le Cod. Vat. Reg. lat. 2078 (un Codex Reginensis venant de la bibliothèque de Christine de Suède, qui l'avait elle-même acheté à Alexandre Petau), il y a de nombreuses œuvres de poètes latins chrétiens, dont certains de l'époque carolingienne. Il y a notamment un groupe de pièces (vingt-deux dans l'édition d'Ernst Dümmler, Monum. Germ. Hist.) qui pourraient être attribuées à un anonyme « Hibernicus exul » (même si quatre seulement le sont certainement), lequel pourrait être le même Dungal (Hibernicus = « Irlandais »). Parmi ces poèmes : cinq célébrations de Charlemagne ; des poèmes adressés par un magister à ses disciples, et un poème De artibus liberalibus ; un certain nombre d'épitaphes (une de Fulrad, abbé de Saint-Denis, mort en 784, une de Pépin d'Italie, mort en 810, une de Charlemagne, et une de « Dungalus »).
- Dans un des capitulaires italiens de Lothaire Ier (Capitulare Olonnense ecclesiasticum primum, mai 825, § 6), le ressort d'un maître Dungal, installé à Pavie, est délimité (« Primum in Papia conveniant ad Dungalum de Mediolano, de Brixia, de Laude, de Bergamo, de Novaria, de Vercellis, de Tertona, de Aquis, de Ianua, de Aste, de Coma [...] »). Dans ses Gesta Karoli Magni (I, 1), Notker le Bègue déclare que Charlemagne avait déjà établi un maître irlandais, dont le nom s'est perdu dans la tradition manuscrite, à Pavie (Ticinum en latin classique) : « Cum in occiduis mundi partibus [Karolus] solus regnare cœpit, [...] contigit duos Scottos de Hibernia cum mercatoribus Brittannis ad litus Galliæ devenire, viros et in sæcularibus et in sacris scripturis incomparabiliter eruditos. [...] Alterum vero, nomine (lacune), in Italiam direxit, cui et monasterium sancti Augustini juxta Ticinensem urbem delegavit, ut illuc ad eum qui voluissent ad discendum congregari potuissent ». L'autre Irlandais « incomparablement érudit » est Clément, resté en Gaule. Apparemment, si on en croit Notker, il y avait donc déjà sous Charlemagne un maître irlandais très réputé installé à Pavie, dans le monastère Saint-Augustin, mais il est supposé être arrivé au début du règne solitaire du souverain (donc peu après 771, Pavie étant conquise par les Francs en juin 774).
- Il y a d'autre part sous le nom de Dungal une réfutation des thèses iconoclastes de l'évêque Claude de Turin, datant d'à peu près 827. Ce texte est transmis par deux manuscrits : le Vat. Reg. lat. 200 (un Codex Reginensis venant d'Alexandre Petau, et avant lui de l'abbaye de Saint-Denis), et l'Ambros. lat. B 102 (qui vient de l'abbaye de Bobbio). Dans les deux, qui reproduisent un original réalisé sur la commande de l'empereur Louis le Pieux, des extraits du livre de Claude de Turin précèdent la réponse de Dungal. Le De cultu imaginum de Jonas d'Orléans est également une réfutation de ce livre. Mais rien n'indique où cette réponse a été rédigée. Elle a été éditée pour la première fois par Jean Papire Masson en 1608.
- Un catalogue du Xe siècle de la bibliothèque de l'abbaye de Bobbio (publié par Ludovico Antonio Muratori, Antiquitates Italicæ Medii Ævi, III, Milan, 1740, p. 817-824) indique qu'un Dungal offrit un certain nombre de livres au monastère en l'honneur du fait qu'il avait été fondé par l'Irlandais Colomban (« Item de libris quos Dungalus præcipuus Scottorum obtulit beatissimo Columbano »). Plusieurs livres anciens de la bibliothèque présentent le tercet suivant : « Sancte Columba, tibi Scotto tuus incola Dungal/ Tradidit hunc librum, quo fratrum corda beentur./ Qui legis ergo, deus pretium sit muneris, ora ». On associe généralement à ce « fonds Dungal » l'Antiphonaire de Bangor (un codex irlandais de la fin du VIIe siècle, ou peut-être une copie, aujourd'hui à la Bibliothèque ambrosienne de Milan), mais rien n'indique en fait (notamment pas le catalogue publié par Muratori) qu'il faisait partie de ce legs.

Il est donc établi qu'il y avait un Dungal, savant très réputé, consulté par Charlemagne, à l'abbaye de Saint-Denis, autour de 811 ; et qu'il y avait un magister Dungal à Pavie (peut-être dans le monastère de Saint-Augustin près de cette ville) en 825, qui était le principal maître institué par l'empereur pour l'Italie du Nord. Mais on ne peut pas savoir avec certitude si c'est la même personne, et sinon, lequel est l'auteur de la réfutation de Claude de Turin.

## LaLettre sur l'astronomie
C'est le seul texte par lequel nous puissions juger de la science de Dungal de Saint-Denis. Il s'agit d'un exposé extrêmement précis fait à partir du texte de Macrobe, et témoignant d'une grande compréhension de l'astronomie antique. Il dit d'ailleurs qu'il n'a pas autour de lui tous les textes pour répondre complètement, et qu'il lui manque notamment un exemplaire de Pline l'Ancien. Bien qu'adoptant évidemment la représentation géocentrique des Anciens (cf. « Mundanæ autem sphæræ terra centrum est, ideo sola immobilis perseverat »), le moine fait un développement sur le fait que chaque « planète » (au sens de l'astronomie ancienne) peut se voir attribuer une « année » propre, au bout de laquelle elle se retrouve au même point : ainsi l'année lunaire dure un mois, celle de Mars deux ans, celle de Jupiter douze ans, celle de Saturne trente ans. À partir de la représentation géocentrique, il arrive donc à un discours parfois très exact. De même il fait des remarques sur la taille peut-être considérable de l'univers : si les étoiles lointaines sont entraînées par le mouvement du ciel, leur fixité les unes par rapport aux autres est peut-être seulement due à leur grande distance, qui fait que leur mouvement propre ne pourrait se percevoir qu'à une échelle de temps très supérieure à la durée de la vie humaine. De même il parle de l'annus mundanus (la « Grande Année » des Anciens, c'est-à-dire le cycle lié à la précession des équinoxes), dont il fixe la durée, suivant Macrobe, à quinze mille ans (en fait, le cycle de précession dure 25 920 ans environ). C'est en tout cas témoigner d'une conscience de la très longue durée des phénomènes astronomiques, sans aucune allusion d'ailleurs aux chronologies bibliques. De même il exprime sa foi dans le fait qu'on puisse prévoir exactement les éclipses de lune et de soleil, aussi bien des siècles ou des millénaires à l'avance, capacité qu'il prête à certains savants antiques.

## LaDéfense du culte des images
C'est une démonstration par les textes que l'Église chrétienne a toujours admis les images et pratiqué le culte de la croix et des reliques. L'auteur cite les Pères de l'Église (notamment saint Ambroise, saint Augustin, saint Jérôme), et aussi d'anciens poètes chrétiens (particulièrement Paulin de Nole, mais aussi Prudence et Venance Fortunat).